# 160.º Regimento de Aviação de Operações Especiais
O 160.º Regimento de Aviação de Operações Especiais (Aerotransportado), abreviado como 160.º SOAR (A), é uma força de operações especiais do Exército dos Estados Unidos que fornece suporte de aviação de helicóptero para forças de operações especiais. Suas missões incluem ataque, assalto e reconhecimento, e essas missões são geralmente conduzidas à noite, em alta velocidade, baixa altitude e em curto prazo.
Apelidado de Night Stalkers e chamado Task Force Brown dentro do JSOC, o 160º SOAR(A) está sediado em Fort Campbell, no Kentucky.

## Visão geral
O 160º SOAR (A) é formado pelos aviadores, chefes de tripulação e soldados de apoio mais qualificados do Exército. Os oficiais são todos voluntários ou designados pelo Comando de Recursos Humanos do Exército dos EUA. Até 2013, apenas homens podiam ser pilotos no 160.º.
Ao ingressar no 160º, todos os soldados são designados para o "Pelotão Verde", no qual recebem treinamento intensivo em "métodos avançados das cinco habilidades básicas de combate: socorrista, navegação terrestre, combate, armas e trabalho em equipe". O treinamento de armas inclui disparar milhares de tiros com fuzis AK-47/AK-74, pistola Beretta M9, carabinas M4/M4A1 e pistolas SIG Sauer M17/M18. Os soldados que não passarem no curso na primeira vez podem refazê-lo, mas não há garantia de que alguém designado para o Pelotão Verde será aprovado e continuará com o 160º. O curso básico Night Stalker para soldados alistados dura cinco semanas, e o curso oficial dura de 20 a 28 semanas.
Os médicos de voo SOAR podem se qualificar como médicos de combate de operações especiais completando o curso de Médico de Combate de Operações Especiais (SOCM) de 36 semanas em Fort Bragg.

## História

### Anos 1980 e 90
Depois que a tentativa da Operação Eagle Claw de 1980 para resgatar reféns americanos mantidos em Teerã, Irã, falhou, o presidente Jimmy Carter ordenou que o ex-chefe de operações navais, almirante James L. Holloway III, descobrisse a melhor maneira de os militares dos EUA montarem outra tentativa. Na época, não havia unidades de helicópteros dos EUA treinadas nesse tipo de missão furtiva e de curto prazo de Operações Especiais.

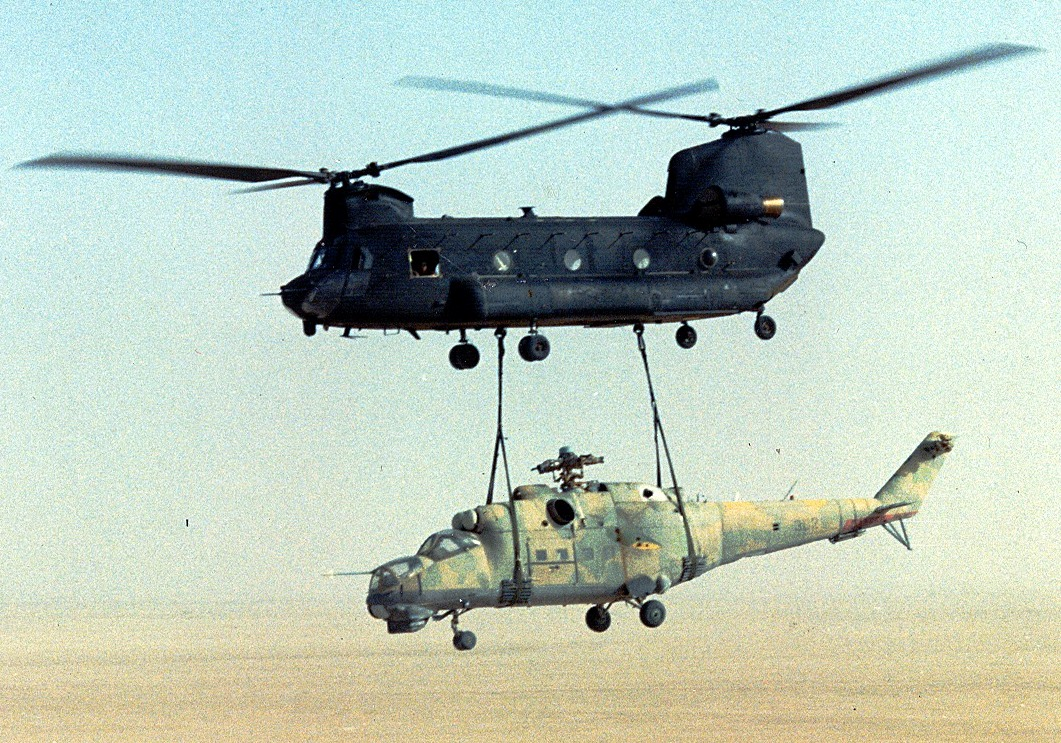
O Chinook voa com o Mil Mi-24 para fora do Chade, durante a operação Mount Hope III

Em junho de 1988, a unidade recebeu uma diretiva de curto prazo para recuperar um helicóptero de ataque Mi-25 Hind de fabricação soviética de um local remoto no Chade. O Hind foi abandonado pelos líbios após 15 anos de luta e era de grande valor de inteligência para os EUA. Em abril de 1988, dois CH-47 Chinooks, um C-5 Galaxy da Força Aérea dos EUA e 75 funcionários e tripulantes de manutenção voaram para a Base Aérea de White Sands, Novo México para ensaiar a missão. No final de maio daquele ano, uma equipe avançada foi para Jamena, no Chade, para aguardar sua aeronave. Duas semanas depois, dois Chinooks e 76 tripulantes e pessoal de manutenção chegaram no C-5. À meia-noite de 11 de junho de 1988, dois MH-47 voaram 490 milhas à noite sem ajuda externa de navegação até o local-alvo, o campo de aviação de Ouadi Doum, no norte do Chade. O primeiro Chinook pousou e configurou o Hind, enquanto o segundo pairou acima e carregou-o para retornar a Jamena. Uma tempestade de areia surpresa atrasou a viagem de volta, mas menos de 67 horas após a chegada do C-5 no Chade, a equipe de terra tinha o Hind e o Chinooks a bordo e prontos para retornar aos Estados Unidos.
Os Night Stalkers lideraram a Operação Justa Causa, na invasão do Panamá em 1989, e também foram usados na Operação Tempestade no Deserto em 1991.
Em outubro de 1993, na Somália, Os Night Stalkers se envolveram na Batalha de Mogadíscio, que mais tarde se tornou o tema do livro Black Hawk Down e sua adaptação para o cinema. Dois Black Hawks, Super 6-1 (pilotado por Cliff Wolcott) e Super 6-4 (pilotado por Mike Durant), foram abatidos na batalha. Cinco dos dezoito homens mortos (sem contar uma décima nona vítima pós-operação) na Batalha de Mogadíscio eram membros da equipe Night Stalkers, que foram perdidos junto com os dois Black Hawks.

### Guerra ao Terror

#### 2001–2005
Durante a invasão do Afeganistão em 2001, os Night Stalkers do 2º Batalhão apoiaram duas forças-tarefa estabelecidas no início de outubro de 2001: Adaga e Espada. Na noite de 18 de outubro para 19 de outubro de 2001, dois helicópteros SOAR MH-47E, escoltados por MH-60L, transportaram tropas americanas do Base Aérea de Karshi-Khanabad no Uzbequistão a mais de 300 quilômetros (190 mi) através das montanhas Indocuche de 16 mil pés (4.900 m) no Afeganistão.
Os pilotos dos Chinooks, voando em condições de visibilidade zero, foram reabastecidos em voo três vezes durante a missão de 11 horas, estabelecendo um novo recorde mundial para helicópteros de combate. As tropas - duas equipes de Boinas Verdes de 12 homens do 5º Grupo de Forças Especiais, apelidadas de Destacamento Operacional Alfa 555 e 595, mais quatro Controladores de Combate da Força Aérea - se uniram à CIA e à Aliança do Norte. Em poucas semanas, a Aliança do Norte, auxiliada pelas forças terrestres e aéreas dos EUA, capturou várias cidades importantes do Talibã.
Em 1º de abril de 2003, o 160º SOAR participou da missão de resgate da PFC Jessica Lynch, que foi feita prisioneira durante a Batalha de Nassíria. Em 2 de abril, um esquadrão da Força Delta operando no Iraque foi emboscado por meia dúzia de técnicos armados de forças antiespeciais Fedayin. Dois MH-60K Black Hawks carregando uma equipe médica de paraquedas e dois MH-60L DAPs do 160º SOAR responderam e engajaram os iraquianos, o que permitiu aos operadores Delta mover suas duas vítimas para um hospital de emergência. No entanto, um operador da Força Delta sucumbiu aos ferimentos.
Na noite de 13 de dezembro de 2003, Saddam Hussein foi capturado pelas forças dos EUA na Operação Red Dawn, ele foi exfiltrado por um MH-6 Little Bird do 160º SOAR e foi levado sob custódia ao Aeroporto Internacional de Bagdá.

#### 2006–2009
Em março de 2006, SEALs de DEVGRU e Rangers foram levados pelo 160º SOAR para o Waziristão do Norte, Paquistão, para atacar um campo de treinamento da Al-Qaeda, supostamente sob o codinome Operação Colheita Vigilante, os assaltantes mataram até 30 terroristas, incluindo o comandante do acampamento.

#### 2010–presente
Em maio de 2011, os Night Stalkers participaram do ataque ao complexo de Osama bin Laden. A operação envolveu voar secretamente para Abbotabad, no Paquistão, em um par de helicópteros MH-60 Black Hawk furtivos e pilotados pelo 160º SOAR, para levar uma equipe de SEALs da Marinha diretamente ao complexo de Bin Laden. Enquanto um dos helicópteros caiu na chegada, todos a bordo sobreviveram. Os SEALs foram inseridos com sucesso na propriedade enquanto a tripulação conseguiu se extrair, fornecer cobertura para os SEALs e partir no outro helicóptero. A missão foi globalmente considerada um sucesso. O dramático ataque noturno foi "recriado minuciosamente" no filme Zero Dark Thirty, que cobre os esforços da CIA para rastrear Bin Laden, desde logo após os ataques de 11 de setembro até o ousado ataque dez anos depois.

## Aeronaves
| Modelo               | Origem         | Tipo               | Em serviço |
| -------------------- | -------------- | ------------------ | ---------- |
| Boeing CH-47 Chinook | Estados Unidos | transporte / C-SAR | 71         |
| Sikorsky UH-60       | Estados Unidos | utiltário          | 72         |
| MD500 Defender       | Estados Unidos | ataque leve        | 47         |
| General Atomics MQ-1 | Estados Unidos | reconhecimento     | 12         |

### De tradução
- Este artigo foi inicialmente traduzido, total ou parcialmente, do artigo da Wikipédia em inglês cujo título é «160th Special Operations Aviation Regiment (Airborne)».